# Nikolaj von der Osten-Sacken
Nikolaj von der Osten-Sacken,  född 26 mars (gamla stilen: 14 mars) 1831 i Tjernihiv, död 22 maj 1912 i Monte Carlo, var en rysk diplomat. Han var son till Demetrius von der Osten-Sacken.
Osten-Sacken inträdde 1853 på den diplomatiska banan och beklädde flera poster särskilt vid tyska hov. Sedan 1895 var han ambassadör i Berlin.